# BUD31
BUD31 (англ. BUD31 homolog) – білок, який кодується однойменним геном, розташованим у людей на 7-й хромосомі. Довжина поліпептидного ланцюга білка становить 144 амінокислот, а молекулярна маса — 17 000.
| 10         |  | 20         |  | 30         |  | 40         |  | 50         |
| ---------- |  | ---------- |  | ---------- |  | ---------- |  | ---------- |
| MPKVKRSRKA |  | PPDGWELIEP |  | TLDELDQKMR |  | EAETEPHEGK |  | RKVESLWPIF |
| RIHHQKTRYI |  | FDLFYKRKAI |  | SRELYEYCIK |  | EGYADKNLIA |  | KWKKQGYENL |
| CCLRCIQTRD |  | TNFGTNCICR |  | VPKSKLEVGR |  | IIECTHCGCR |  | GCSG       |

A: Аланін

C: Цистеїн

D: Аспарагінова кислота

E: Глутамінова кислота

F: Фенілаланін

G: Гліцин

H: Гістидин

I: Ізолейцин

K: Лізин

L: Лейцин

M: Метіонін

N: Аспарагін

P: Пролін

Q: Глутамін

R: Аргінін

S: Серин

T: Треонін

V: Валін

W: Триптофан

Задіяний у таких біологічних процесах, як ацетилювання, альтернативний сплайсинг. 
Локалізований у ядрі.